# Троянка (Александрийский район)
Троянка (укр. Троянка) — село в Новопражской поселковой общине Александрийского района Кировоградской области Украины.
До 2020 года входило в Знаменский район
Среди местных жителей из уст — в уста передавались истории о том, как после гибели гетьмана Олифера Голуба (1628) многие козаки, воевавшие под его началом, «осели» в Троянке. Надо сказать, что среди «местных», действительно, множество людей носили фамилию «Олефировы». Согласно картам Шуберта, на околицах Троянки ранее располагалось несколько древних курганов. Таким образом, с большой долей уверенности можно предположить, что, как минимум, в начале 17-го века, Троянка уже была заселена.
Постоянное поселение появилось в начале XIX века в связи с основанием неподалёку кожаного завода.
По словам старожилов, в годы революции и Гражданской войны они видели здесь и в селе Мошорино двойника Ленина.
В ходе Знаменской операции в конце 1943 года жители соседних сел прятались тут от боев. Когда Красная армия при поддержке партизан наступала - немцы сбросили на село несколько бомб, известно про пострадавшего от разрыва одной из них ребёнка из Новоалександровки, Дмитрия Афанасьевича Кравцова (1932-1946). 
Тут была похоронена местная героиня, Лукия Ефимовна Стаченко (1879-1973) помогавшая партизанам в годы оккупации.
Население по переписи 2001 года составляло 56 человек. Почтовый индекс — 27451. Телефонный код — 5233. Занимает площадь 1,156 км². Код КОАТУУ — 3522284903
Состоянием на 2021 год здесь жило всего 5 человек - семья Лихварей.